# Crypto.com
Crypto.com是一家位于新加坡的加密貨幣交易所。据报道，截至2022年5月，Crypto.com拥有5000万客户和4000名员工。